# Keiji Fujiwara
Keiji Fujiwara (jap. 藤原 啓治 Fujiwara Keiji; ur. 5 października 1964 w Tokio, zm. 12 kwietnia 2020 tamże) – japoński seiyū, okazjonalnie działający również w dubbingu.

## Życiorys
W 2006 roku Fujiwara założył własną firmę zarządzającą talentami i produkcją, Air Agency.
Zmarł na raka 12 kwietnia 2020, w wieku 55 lat.

## Filmografia
Ważniejsze role są pogrubione.

### Seriale anime
- Antique Bakery (Keiichiro Tachibana)
- Ao no Exorcist (Fujimoto Shiro)
- Arakawa Under the Bridge (Zarządca)
- Baccano! (Ladd Russo)
- Bakugan: Młodzi wojownicy (Drago)
- Birdy the Mighty Decode (Keisuke Muroto)
- Black Cat (Sven Vollfied)
- Blood+ (Nathan Mahler)
- Death Note (Shuichi Aizawa)
- Durarara!! (Kinnosuke Kuzuhara)
- Eureka Seven (Holland Novak)
- Hajime no Ippo (Tatsuya Kimura)
- Fullmetal Alchemist (Maes Hughes)
- Fullmetal Alchemist: Brotherhood (Maes Hughes)
- Galaxy Angel (Commander Volcott O. Huey)
- Ghost in the Shell: S.A.C. 2nd GIG (Rodd, Sergeant)
- Baki the Grappler (Orochi Katsumi)
- Gintama (Zenzō Hattori)
- Hajime No Ippo: New Challenger (Tatsuya Kimura)
- Heat Guy J (Ken Edmundo)
- Hikaru no Go (Seiji Ogata)
- Home Movies (Mitch)
- Hachimitsu to Clover (Shūji Hanamoto)
- Hyakko (Kyōichirō Amagasa)
- Hyper Police (Tachibana)
- IGPX (Yamā)
- Initial D (Shingo Shōji)
- JoJo’s Bizarre Adventure (Esidisi)
- Jubei-chan (Sai Nanohana)
- Jyu Oh Sei (Colonel Heimdal)
- Kaleido Star (Kalos)
- Kashimashi: Girl Meets Girl (Hitoshi Sora)
- Zapiski detektywa Kindaichi (Kyōsuke Saeki)
- Kino's Journey (podróżnik A)
- Kotencotenco (Shi Rudo)
- Kyō kara maō! (Rodriguez)
- Magi: The Labyrinth of Magic (Hinahoho)
- Magical☆Shopping Arcade Abenobashi (Papan)
- Mahōjin Guru Guru (Kizarandosu)
- Marvel Anime: Iron Man (Iron Man / Tony Stark)
- MegaMan NT Warrior (PharaohMan, ZonePharaohMan)
- Mobile Suit Gundam Wing (Noventa, Bureaucrat)
- Mobile Suit Victory Gundam (Striker Eagle, Waclaw Massarik)
- Mobile Suit Gundam 00 (Ali Al-Saachez)
- Mobile Suit Gundam: The 08th MS Team (Eledore Massis)
- Naruto (Raiga Kurosuki)
- Nabari no Ō (Kannuki)
- Nintama Rantarou (Yūzō Nomura, Sakuzō Yoshino)
- Noein (Kyōji Kōriyama)
- Nurarihyon no Mago (Rihan Nura)
- Nurse Angel Ririka SOS (Moriya)
- Ostatni strażnik magii (Munsu)
- Overman King Gainer (Kashimaru Bale)
- Pandora Hearts (Elliot Nightray)
- Paranoia Agent (Shunsuke Makabe)
- Pokémon Advanced Generation (Matsubusa)
- Rainbow: Nisha Rokubou no Shichinin (Ryuuji Nomoto)
- Ranma ½ (Daitokuji Kimiyasu)
- Reideen (Terasaki Soji)
- Romeo x Juliet (Lancelot)
- Rurōni Kenshin (Mikio Nagaoka)
- Sengoku Basara (Matsunaga Hisahide)
- Shigofumi (Division Manager)
- Keroro Gunsō (Narracja, Paul Moriyama, Nyororo, i inne)
- Shijō saikyō no deshi Ken’ichi (Loki)
- Shikabane Hime: Aka (Keisei Tagami)
- Atak Tytanów (Hannes)
- Sky Girls (Soya Togo)
- Stellvia of the Universe (Jinrai Shirogane)
- Sola (Takeshi Tsujido)
- Tiger & Bunny (Jake Martinez)
- The Candidate for Goddess (Azuma Hijikata)
- The Tatami Galaxy (Higuchi Seitarou)
- The Twelve Kingdoms (Gyoso Saku)
- Toaru Majutsu no Index II (Kihara Amata)
- Tonagura! (Mister Kagura)
- Transformers: Armada (Devastor)
- Trinity Blood (Isaak Fernand von Kämpfer)
- Weiss Kreuz (Masafumi Takatori)
- Xam'd: Lost Memories (Raigyo Tsunomata)
- Zoids: Chaotic Century (Irvine)
- Zoids: New Century Zero (Jack Cisco)

### Drama CD
- Pyū to Fuku! Jaguar (Jaguar Jun'ichi)
- Vassalord (Johnny Rayflo)

### OVA
- Final Fantasy VII: Advent Children (Reno)
- Hajime no Ippo (Kimura Tatsuya)
- Mobile Suit Gundam: The 08th MS Team (Eledore Mathiss)
- Last Order: Final Fantasy VII (Reno)
- Sakura Wars: The Movie (Haruyoshi Tanuma)
- Sky Girls (Soya Togo)
- Vassalord (Johnny Rayflo)

### Tokusatsu
- Tokumei Sentai Go-Busters (Cheeda Nick)

### Gry komputerowe
- Kingdom Hearts (Axel/Lea)